# 非洲独立党 (图雷)
非洲独立党（法語：Parti Africain de l’Indépendance）是布基纳法索的一个已不存在的社会主义政党，由苏马内·图雷领导。该党成立于1999年，分裂自原来的布基纳法索非洲独立党。该党出版《先锋报》。
该党加入布莱斯·孔波雷政府，并获得了“非洲独立党”这一名称的合法使用权。
在2002年5月5日的立法选举中，该党赢得了3.6%的选票，获得了111个席位中的5个席位。在2005年总统选举中，图雷获得1.1%的选票。在2007年的议会选举中，该党获得了1个席位。
2011年6月，该党失去注册政党资格。同年9月，该党改组为独立、劳动和公正党。